# Championnat d'Europe II féminin de hockey sur gazon 2025
Navigation
Prague 2023 2027
Le Championnat d'Europe II féminin de hockey sur gazon 2025 était la 11e édition du Championnat d'Europe II féminin de hockey sur gazon, une compétition de hockey sur gazon organisée tous les 2 ans par la Fédération européenne de hockey. Le tournoi se déroulait à Gniezno en Pologne du 27 juillet au 2 août 2025.
En tant que demi-finalistes de la compétition, l'Autriche, l'Italie, la Suisse et le Pays de Galles se qualifient pour les qualifications de la Coupe du monde 2026.
En tant que finalistes de la compétition, l'Italie et le Pays de Galles sont également promues à l'Euro 2027.
L'Italie remporte son deuxième Euro II en battant le Pays de Galles 2 - 1 en finale.

## Organisation
Le 2 octobre 2024, la Pologne est désigné pays organisateur un an après avoir organisé la Coupe des nations masculine de hockey sur gazon 2023-2024.

### Ville hôte
| [[Fichier:Poland adm location map.svg\|240px\|{{#if:\|{{{alt}}}\|Championnat d'Europe II féminin de hockey sur gazon 2025 est dans la page Pologne.]]Gniezno | Gniezno                        |
| --- | ------------------------------ |
| [[Fichier:Poland adm location map.svg\|240px\|{{#if:\|{{{alt}}}\|Championnat d'Europe II féminin de hockey sur gazon 2025 est dans la page Pologne.]]Gniezno | Alfonsa Flinika Hockey Stadium |
| [[Fichier:Poland adm location map.svg\|240px\|{{#if:\|{{{alt}}}\|Championnat d'Europe II féminin de hockey sur gazon 2025 est dans la page Pologne.]]Gniezno | Capacité: Inconnu              |
| [[Fichier:Poland adm location map.svg\|240px\|{{#if:\|{{{alt}}}\|Championnat d'Europe II féminin de hockey sur gazon 2025 est dans la page Pologne.]]Gniezno |                                |

## Qualifications
Les équipes étant classées de deuxième à cinquième dans les tournois de Qualifications de l'Euro 2025 prennent part à la compétition.
L'Ukraine renonce au tournoi et est remplacée par la Croatie à la suite du refus de la Turquie qui décline son offre de participation.

### Nations qualifiées
| Événement                     | Dates             | Lieu    | Quotas | Qualifiés                                 |
| ----------------------------- | ----------------- | ------- | ------ | ----------------------------------------- |
| Qualifications de l'Euro 2025 | 22 - 25 août 2024 | Glasgow | 4      | Autriche Tchéquie Lituanie Pays de Galles |
| Qualifications de l'Euro 2025 | 22 - 25 août 2024 | Douai   | 3      | Italie Pologne Ukraine Suisse             |
| Réallocation                  | 2 octobre 2024    | NC      | 1      | Croatie                                   |
| Total                         | Total             | Total   | 8      |                                           |

## Format
Huit équipes sont réparties en deux groupes de quatre équipes. Le format est celui d'un tournoi toutes rondes : chaque équipe joue un match contre les trois autres équipes du même groupe.
Les deux premiers de chaque groupe se qualifient pour la phase de promotion, tandis que les deux derniers de chaque groupe se qualifient pour la phase de classement au sein d'un groupe de quatre équipes.

### Critères de départage
En cas d'égalité de points entre plusieurs équipes, les critères suivants sont appliqués dans l'ordre indiqué pour établir leur classement:
1. Plus grand nombre de victoires,
2. Meilleure différence de buts,
3. Plus grand nombre de buts marqués,
4. Plus grand nombre de points marqués entre les équipes concernées,
5. Plus grand nombre de buts marqués de plein jeu.

## Premier tour
Légende :
- Phase de promotion
- Phase de classement

### Poule A
| Rang | Équipe    | Pts | J | G | N | P | Bp | Bc | Diff |
| ---- | --------- | --- | - | - | - | - | -- | -- | ---- |
| 1    | Italie R  | 7   | 3 | 2 | 1 | 0 | 11 | 3  | +8   |
| 2    | Autriche  | 7   | 3 | 2 | 1 | 0 | 7  | 3  | +4   |
| 3    | Pologne H | 3   | 3 | 1 | 0 | 2 | 5  | 2  | +3   |
| 4    | Croatie P | 0   | 3 | 0 | 0 | 3 | 0  | 15 | -15  |

| Match 4               | Pologne                                                     | 5 - 0   | Croatie |                                               |                                               |
| 27 juillet 2025 15h45 | Blaszyk 20e, 41e · Balcerzak 20e · Wochna 23e · Rybacha 26e | (4 - 0) |         | Arbitrage : Chloe McCall Karolina Daukantaitė | Arbitrage : Chloe McCall Karolina Daukantaitė |
| 27 juillet 2025 15h45 | Rapport                                                     |         |         | Arbitrage : Chloe McCall Karolina Daukantaitė | Arbitrage : Chloe McCall Karolina Daukantaitė |

| Match 3               | Italie                               | 3 - 3   | Autriche                                  |                                           |                                           |
| 27 juillet 2025 18h00 | Laurito 23e · Dalla 25e · Lunghi 43e | (2 - 2) | 14e Hahnenkamp · 20e Minar · 53e Vukovich | Arbitrage : Lizelotte Wolter Julia Wagner | Arbitrage : Lizelotte Wolter Julia Wagner |
| 27 juillet 2025 18h00 | Rapport                              |         |                                           | Arbitrage : Lizelotte Wolter Julia Wagner | Arbitrage : Lizelotte Wolter Julia Wagner |

| Match 7               | Autriche                                | 3 - 0   | Croatie |                                           |                                           |
| 29 juillet 2025 15h15 | P. Proksch 23e · Czech 34e · Pultar 44e | (1 - 0) |         | Arbitrage : Ilaria Amorosini Julia Wagner | Arbitrage : Ilaria Amorosini Julia Wagner |
| 29 juillet 2025 15h15 | Rapport                                 |         |         | Arbitrage : Ilaria Amorosini Julia Wagner | Arbitrage : Ilaria Amorosini Julia Wagner |

| Match 8               | Pologne | 0 - 1   | Italie     |                                           |                                           |
| 29 juillet 2025 17h30 |         | (0 - 1) | 20e Lunghi | Arbitrage : Zoe Hall Karolina Daukantaitė | Arbitrage : Zoe Hall Karolina Daukantaitė |
| 29 juillet 2025 17h30 | Rapport |         |            | Arbitrage : Zoe Hall Karolina Daukantaitė | Arbitrage : Zoe Hall Karolina Daukantaitė |

| Match 11              | Italie                                                                                    | 7 - 0   | Croatie |                                               |                                               |
| 30 juillet 2025 15h45 | Oviedo 2e · Bormida 25e · Laurito 32e · Carosso 33e · Brea 46e · Moras 56e · Granatto 57e | (2 - 0) |         | Arbitrage : Chloe McCall Karolina Daukantaitė | Arbitrage : Chloe McCall Karolina Daukantaitė |
| 30 juillet 2025 15h45 | Rapport                                                                                   |         |         | Arbitrage : Chloe McCall Karolina Daukantaitė | Arbitrage : Chloe McCall Karolina Daukantaitė |

| Match 12              | Autriche   | 1 - 0   | Pologne |                                    |                                    |
| 30 juillet 2025 18h00 | Pultar 56e | (0 - 0) |         | Arbitrage : Zoe Hall Manouk Bakker | Arbitrage : Zoe Hall Manouk Bakker |
| 30 juillet 2025 18h00 | Rapport    |         |         | Arbitrage : Zoe Hall Manouk Bakker | Arbitrage : Zoe Hall Manouk Bakker |

### Poule B
| Rang | Équipe         | Pts | J | G | N | P | Bp | Bc | Diff |
| ---- | -------------- | --- | - | - | - | - | -- | -- | ---- |
| 1    | Pays de Galles | 9   | 3 | 3 | 0 | 0 | 8  | 1  | +7   |
| 2    | Suisse P       | 4   | 3 | 1 | 1 | 1 | 5  | 2  | +3   |
| 3    | Tchéquie       | 4   | 3 | 1 | 1 | 1 | 6  | 7  | -1   |
| 4    | Lituanie       | 0   | 3 | 0 | 0 | 3 | 1  | 10 | -9   |

| Match 1               | Tchéquie                                       | 4 - 1   | Lituanie    |                                     |                                     |
| 27 juillet 2025 11h15 | Babická 21e · Pribikova 30e · Hájková 46e, 52e | (2 - 1) | 26e Juraite | Arbitrage : Zoe Hall Una Mihajlović | Arbitrage : Zoe Hall Una Mihajlović |
| 27 juillet 2025 11h15 | Rapport                                        |         |             | Arbitrage : Zoe Hall Una Mihajlović | Arbitrage : Zoe Hall Una Mihajlović |

| Match 2               | Pays de Galles | 1 - 0   | Suisse |                                              |                                              |
| 27 juillet 2025 13h30 | Bingham 8e     | (1 - 0) |        | Arbitrage : Ilaria Amorosini Paula Slawinska | Arbitrage : Ilaria Amorosini Paula Slawinska |
| 27 juillet 2025 13h30 | Rapport        |         |        | Arbitrage : Ilaria Amorosini Paula Slawinska | Arbitrage : Ilaria Amorosini Paula Slawinska |

| Match 5               | Tchéquie     | 1 - 5   | Pays de Galles                                                |                                            |                                            |
| 29 juillet 2025 10h30 | Duchková 49e | (0 - 0) | 33e Peers · 36e Holme · 50e Daniel · 53e Bingham · 56e Thomas | Arbitrage : Lizelotte Wolter Manouk Bakker | Arbitrage : Lizelotte Wolter Manouk Bakker |
| 29 juillet 2025 10h30 | Rapport      |         |                                                               | Arbitrage : Lizelotte Wolter Manouk Bakker | Arbitrage : Lizelotte Wolter Manouk Bakker |

| Match 6               | Suisse                                    | 4 - 0   | Lituanie |                                          |                                          |
| 29 juillet 2025 12h45 | Stomps 1e, 16e · Flury 5e · T. Trösch 58e | (3 - 0) |          | Arbitrage : Chloe McWall Paula Slawinska | Arbitrage : Chloe McWall Paula Slawinska |
| 29 juillet 2025 12h45 | Rapport                                   |         |          | Arbitrage : Chloe McWall Paula Slawinska | Arbitrage : Chloe McWall Paula Slawinska |

| Match 9               | Pays de Galles  | 2 - 0   | Lituanie |                                            |                                            |
| 30 juillet 2025 11h15 | Cradden 5e, 44e | (1 - 0) |          | Arbitrage : Una Mihajlović Paula Slawinska | Arbitrage : Una Mihajlović Paula Slawinska |
| 30 juillet 2025 11h15 | Rapport         |         |          | Arbitrage : Una Mihajlović Paula Slawinska | Arbitrage : Una Mihajlović Paula Slawinska |

| Match 10              | Suisse    | 1 - 1   | Tchéquie    |                                               |                                               |
| 30 juillet 2025 13h30 | Flury 26e | (1 - 0) | 55e Hájková | Arbitrage : Lizelotte Wolter Ilaria Amorosini | Arbitrage : Lizelotte Wolter Ilaria Amorosini |
| 30 juillet 2025 13h30 | Rapport   |         |             | Arbitrage : Lizelotte Wolter Ilaria Amorosini | Arbitrage : Lizelotte Wolter Ilaria Amorosini |

## Phase de classement

### Poule C
| Rang | Équipe    | Pts | J | G | N | P | Bp | Bc | Diff |
| ---- | --------- | --- | - | - | - | - | -- | -- | ---- |
| 5    | Pologne H | 9   | 3 | 3 | 0 | 0 | 12 | 2  | +10  |
| 6    | Tchéquie  | 6   | 3 | 2 | 0 | 1 | 11 | 5  | +6   |
| 7    | Lituanie  | 3   | 3 | 1 | 0 | 2 | 3  | 9  | -6   |
| 8    | Croatie P | 0   | 3 | 0 | 0 | 3 | 2  | 12 | -10  |

| Match 13            | Croatie   | 1 - 2   | Lituanie                      |                                          |                                          |
| 1er août 2025 10h15 | Nizek 30e | (1 - 1) | 8e Žigytė · 37e Gudeliauskytė | Arbitrage : Paula Slawinska Julia Wagner | Arbitrage : Paula Slawinska Julia Wagner |
| 1er août 2025 10h15 | Rapport   |         |                               | Arbitrage : Paula Slawinska Julia Wagner | Arbitrage : Paula Slawinska Julia Wagner |

| Match 14            | Pologne                              | 3 - 2   | Tchéquie                     |                                     |                                     |
| 1er août 2025 12h30 | Wochna 27e · Rymer 29e · Rybacha 39e | (2 - 1) | 23e Al-Amelova · 60e Hájková | Arbitrage : Zoe Hall Una Mihajlović | Arbitrage : Zoe Hall Una Mihajlović |
| 1er août 2025 12h30 | Rapport                              |         |                              | Arbitrage : Zoe Hall Una Mihajlović | Arbitrage : Zoe Hall Una Mihajlović |

| Match 17          | Pologne                              | 4 - 0   | Lituanie |                                         |                                         |
| 2 août 2025 09h00 | Blaszyk 1e, 42e, 47e · Tatarczuk 53e | (1 - 0) |          | Arbitrage : Una Mihajlović Julia Wagner | Arbitrage : Una Mihajlović Julia Wagner |
| 2 août 2025 09h00 | Rapport                              |         |          | Arbitrage : Una Mihajlović Julia Wagner | Arbitrage : Una Mihajlović Julia Wagner |

| Match 18          | Tchéquie                                   | 5 - 1   | Croatie    |                                                   |                                                   |
| 2 août 2025 11h15 | Babická 20e, 32e, 33e, 44e · Pribikova 54e | (1 - 0) | 31e Soljan | Arbitrage : Ilaria Amorosini Karolina Daukantaitė | Arbitrage : Ilaria Amorosini Karolina Daukantaitė |
| 2 août 2025 11h15 | Rapport                                    |         |            | Arbitrage : Ilaria Amorosini Karolina Daukantaitė | Arbitrage : Ilaria Amorosini Karolina Daukantaitė |

## Phase de promotion

### Tableau de promotion
|  | Demi-finales  | Demi-finales   | Demi-finales  | Demi-finales   |                               |        | Finale      | Finale      | Finale      | Finale      |
|  |               |                |               |                |                               |        |             |             |             |             |
|  | 1er août 2025 | 1er août 2025  | 1er août 2025 | 1er août 2025  |                               |        | 2 août 2025 | 2 août 2025 | 2 août 2025 | 2 août 2025 |
|  | A1            | Italie         | 3             | 3              |                               |        | 2 août 2025 | 2 août 2025 | 2 août 2025 | 2 août 2025 |
|  | A1            | Italie         | 3             | 3              |                               |        | 2 août 2025 | 2 août 2025 | 2 août 2025 | 2 août 2025 |
|  | B2            | Suisse         | 0             | 0              |                               |        | 2 août 2025 | 2 août 2025 | 2 août 2025 | 2 août 2025 |
|  | B2            | Suisse         | 0             | 0              | A1                            | Italie | 2           | 2           |             |             |
|  | 1er août 2025 |                |               |                | A1                            | Italie | 2           | 2           |             |             |
|  |               |                | B1            | Pays de Galles | 1                             | 1      |             |             |             |             |
|  | B1            | Pays de Galles | B1            | Pays de Galles | 1                             | 1      | 2           | 2           |             |             |
|  | B1            | Pays de Galles |               |                |                               |        |             | 2           |             |             |
|  | A2            | Autriche       | 1             | 1              |                               |        |             |             |             |             |
|  | A2            | Autriche       | 1             | 1              | Match pour la troisième place |        |             |             |             |             |
|  |               |                |               |                |                               |        |             |             |             |             |
|  | 2 août 2025   |                |               |                |                               |        |             |             |             |             |
|  | B2            | Suisse         | 1 (0)         | 1 (0)          |                               |        |             |             |             |             |
|  | B2            | Suisse         | 1 (0)         | 1 (0)          |                               |        |             |             |             |             |
|  | A2            | Autriche       | 1 (2)tab      | 1 (2)tab       |                               |        |             |             |             |             |
|  | A2            | Autriche       | 1 (2)tab      | 1 (2)tab       |                               |        |             |             |             |             |

### Demi-finales
| Match 15            | Pays de Galles            | 2 - 1   | Autriche     |                                            |                                            |
| 1er août 2025 14h45 | Bingham 21e · Cradden 59e | (1 - 0) | 49e Vukovich | Arbitrage : Ilaria Amorosini Manouk Bakker | Arbitrage : Ilaria Amorosini Manouk Bakker |
| 1er août 2025 14h45 | Rapport                   |         |              | Arbitrage : Ilaria Amorosini Manouk Bakker | Arbitrage : Ilaria Amorosini Manouk Bakker |

| Match 16            | Italie                              | 3 - 0   | Suisse |                                                   |                                                   |
| 1er août 2025 17h00 | Cabut 31e · Granatto 37e · Brea 50e | (0 - 0) |        | Arbitrage : Lizelotte Wolter Karolina Daukantaitė | Arbitrage : Lizelotte Wolter Karolina Daukantaitė |
| 1er août 2025 17h00 | Rapport                             |         |        | Arbitrage : Lizelotte Wolter Karolina Daukantaitė | Arbitrage : Lizelotte Wolter Karolina Daukantaitė |

### Match pour la3eplace
| Match 19          | Autriche                           | 1 - 1             | Suisse                          |                                           |                                           |
| 2 août 2025 13h45 | Kern 59e                           | (0 - 0)           | 36e Stomps                      | Arbitrage : Lizelotte Wolter Chloe McCall | Arbitrage : Lizelotte Wolter Chloe McCall |
| 2 août 2025 13h45 | Rapport                            |                   |                                 | Arbitrage : Lizelotte Wolter Chloe McCall | Arbitrage : Lizelotte Wolter Chloe McCall |
| 2 août 2025 13h45 | Czech · Buchta · Kern · K. Proksch | Tirs au but 2 - 0 | Stomps · Flury · Zepf · Härtsch | Arbitrage : Lizelotte Wolter Chloe McCall | Arbitrage : Lizelotte Wolter Chloe McCall |

### Finale
| Match 20          | Pays de Galles | 1 - 2   | Italie                   |                                    |                                    |
| 2 août 2025 16h00 | Howell 31e     | (0 - 1) | 15e Fiorelli · 40e Carta | Arbitrage : Zoe Hall Manouk Bakker | Arbitrage : Zoe Hall Manouk Bakker |
| 2 août 2025 16h00 | Rapport        |         |                          | Arbitrage : Zoe Hall Manouk Bakker | Arbitrage : Zoe Hall Manouk Bakker |

## Statistiques

### Buteuses

#### 5 buts
- Nikol Babická
- Wiktoria Blaszyk

#### 4 buts
- Natálie Hájková

#### 3 buts
- Sofie Stomps
- Elizabeth Bingham
- Amy Cradden

#### 2 buts
- Marianne Pultar
- Kristine Vukovich
- Veronika Pribikova
- Lola Brea
- Delfina Granatto
- Sofia Laurito
- Maria Lunghi
- Marlena Rybacha
- Hanna Wochna
- Maya Flury

#### 1 but
- Johanna Czech
- Marie Hahnenkamp
- Laura Kern
- Amelie Minar
- Philippa Proksch
- Lucija Nizek
- Delfina Soljan
- Lucie Duchková
- Apolena Al-Amelova
- Elettra Bormida
- Victoria Cabut
- Candela Carosso
- Federica Carta
- Teresa Dalla Vittoria
- Maria Fiorelli
- Guadalupe Moras
- Ailin Oviedo
- Rimantė Gudeliauskytė
- Dovile Juraite
- Darija Žigytė
- Julia Balcerzak
- Julia Rymer
- Sandra Tatarczuk
- Tamara Trösch
- Rebecca Daniel
- Millie Holme
- Isabelle Howell
- Beth Peers
- Betsan Thomas

### Classement final
| Rang                                  | Groupe | Équipe         | J | V | N | P | BP | BC | +/- | Pts | Classement mondial FIH | Classement mondial FIH | Classement mondial FIH |
| Rang                                  | Groupe | Équipe         | J | V | N | P | BP | BC | +/- | Pts | Avant                  | Après                  | +/-                    |
| ------------------------------------- | ------ | -------------- | - | - | - | - | -- | -- | --- | --- | ---------------------- | ---------------------- | ---------------------- |
| Médaille d'or, Europe                 | A      | Italie R       | 5 | 4 | 1 | 0 | 16 | 4  | +12 | 13  | 18                     | 17                     | +1                     |
| Médaille d'argent, Europe             | B      | Pays de Galles | 5 | 4 | 0 | 1 | 11 | 4  | +7  | 12  | 25                     | 24                     | +1                     |
| Médaille de bronze, Europe            | A      | Autriche       | 5 | 2 | 2 | 1 | 9  | 6  | +3  | 8   | 35                     | 32                     | +3                     |
| 4                                     | B      | Suisse P       | 5 | 1 | 2 | 2 | 6  | 6  | 0   | 5   | 43                     | 43                     | 0                      |
| Nations éliminées en phase de groupes |        |                |   |   |   |   |    |    |     |     |                        |                        |                        |
| 5                                     | A      | Pologne H      | 5 | 3 | 0 | 2 | 12 | 4  | +8  | 9   | 26                     | 26                     | 0                      |
| 6                                     | B      | Tchéquie       | 5 | 2 | 1 | 2 | 13 | 11 | +2  | 7   | 27                     | 27                     | 0                      |
| 7                                     | B      | Lituanie       | 5 | 1 | 0 | 4 | 3  | 15 | -12 | 3   | 59                     | 63                     | -4                     |
| 8                                     | A      | Croatie P      | 5 | 0 | 0 | 5 | 2  | 22 | -20 | 0   | 64                     | 70                     | -6                     |

|  | Nations promues à l'Euro 2027 et qualifiées pour les Qualifications de la Coupe du monde 2026 |
|  | Nations qualifiées pour les Qualifications de la Coupe du monde 2026                          |